# Werther (opera)
Werther is een opera in vier bedrijven van Jules Massenet op een Frans libretto van Édouard Blau, Paul Milliet en Georges Hartmann gebaseerd op de Duitse roman Die Leiden des jungen Werthers van Johann Wolfgang von Goethe.
De opera van Massenet veroorzaakte grote ophef in Wenen, omdat er ten opzichte van de roman van Goethe zo veel veranderd was in het verhaal. De hoofdpersoon stak bij Massenet te sterk af bij de keurige en nette burgers, in wier bekrompen wereldje hij niet past.
Hoewel de rol van Werther werd geschreven voor een tenor paste Massenet hem aan voor een bariton, toen Mattia Battistini de rol in 1902 in Sint Petersburg zong. Nog steeds wordt deze versie incidenteel opgevoerd, waarbij de aanpassingen alleen de vocale lijn van de titelrol betreffen. Er zijn geen veranderingen in tekst, de vocale lijn van de andere karakters of de orkestratie.

## Synopsis
De gevoelige Werther houdt van Charlotte, die uit plichtsbesef met Albert trouwt. Pas nadat Werther een poging heeft gedaan tot zelfdoding, bekent Charlotte dat ze van hem houdt, waarna Werther met een gelukkig gevoel kan sterven.

### Eerste bedrijf
Midden in de zomer studeren de kinderen van Amtmann een kerstlied in. Twee vrienden, Schmidt en Johann, zijn verbaasd omdat Kerstmis nog zo ver weg is. Zij vragen Amtmann mee om wat te gaan drinken. Werther heeft Charlotte, die na de dood van haar moeder voor haar broers en zusters zorgt, gevraagd voor een bal. Sophie, haar jongere zuster, neemt tijdelijk de zorg van haar over en Charlotte vergezelt Werther. Albert, Charlottes aanstaande bruidegom, keert intussen terug van een lange reis. Als Charlotte en Werther ’s nachts laat terugkeren vindt deze eindelijk de moed om Charlotte te vertellen dat hij van haar houdt. Zij ziet wel wat in hem, maar ze heeft haar moeder op haar sterfbed beloofd te zullen trouwen met Albert. Die belofte wil ze niet breken en Werther is wanhopig.

### Tweede bedrijf
Het is drie maanden later, en Charlotte en Albert zijn inmiddels getrouwd. Johann en Schmidt slaan de menigte gade die de kerk binnenstroomt. Werther staat Charlotte daar op te wachten en wanneer zij met Albert arriveert zegt die hem vriendelijk dat hij haar uit zijn gedachten moet zetten, ze is nu tenslotte een getrouwde vrouw. Sophie probeert Werther op te vrolijken en nodigt hem uit voor een feest. Als Werther Charlotte de kerk uit ziet komen verklaart hij haar echter opnieuw zijn liefde. Zij vraagt hem haar tot de kerstdagen met rust te laten en een en ander te laten bezinken. Wanneer hij wanhopig vertrekt wordt het Albert duidelijk dat Werthers liefde voor Charlotte nog onverminderd heftig is.

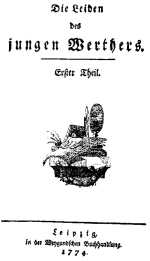
Het titelblad van Goethe’s boek

### Derde bedrijf
Het is kerstmiddag en Charlotte leest opnieuw de brieven die zij van Werther ontving. Deze komt langs, en uit haar opmerking over de gedichten van Ossian, die hij ooit wilde vertalen, wordt het hem duidelijk dat zij wel degelijk gevoelens voor hem koestert. Zij hebben een korte omhelzing, maar dan vraagt zij hem toch te vertrekken. Kort nadat Albert daarna thuiskomt ontvangt hij van Werther een brief waarin deze hem vraagt om zijn wapens aan hem te lenen, omdat hij een verre reis gaat maken. Albert stuurt een van zijn bedienden naar Werther met de pistolen. Charlotte blijft vol angstige ingevingen achter, en besluit Werther te gaan opzoeken.

### Vierde bedrijf
Kerstavond. Charlotte komt te laat bij het appartement van Werther. Hij heeft een van de pistolen gebruikt en ligt zwaargewond op bed. Ze troost hem door hem haar liefde te verklaren. Haar eerste kus is ook zijn laatste. Hij vraagt om vergeving en sterft. Buiten zingen de kinderen het in de zomer ingestudeerde kerstlied.

## Belangrijke aria’s
- Eerste bedrijf - Werther: "O Nature, pleine de grace"
- Tweede bedrijf - Sophie: "Du gai soleil, plein de flame"
- Derde bedrijf - Charlotte: "Va, laisse couler mes larmes"
- Derde bedrijf - Charlotte: "Werther! Qui m'aurait dit /Je vous écris de ma petite chambre."
- Derde bedrijf - Werther: "Pourquoi me réveiller?"

## Opnames
Dvd:
- TDK: Vienna State Opera 2005: P. Jordan (M .Alvarez, E. Garanca, A. Erod)
- Virgin Classics:Paris-Châtelet 2005: Michel Plasson (Thomas Hampson, Susan Graham, Sandrine Piau)
- Image Entertainment 1998 Film: L. Pesek (P. Dvorsky, Brigitte Fassbaender)

Cd:
- RCA Victor 1998: V. Jurowski (R Vargas, Vesselina Kasarova, D. Kotoski, C. Schaldenbrand)
- Phillips 2004: Collin Davis (José Carreras, Frederica von Stade, D Bell, I Buchanan)
- EMI Int'l 1997 : Michel Plasson (Alfredo Kraus, Tatiana Troyanos, M. Manuguerra, C. Barbaux)
- EMI Classics 1999: Antonio Pappano (Roberto Alagna, Angela Gheorghiu, Thomas Hampson, Patricia Petibon)